# Danh sách đồng vị tự nhiên
Tính đến nay, người ta đã phát hiện và tổng hợp được 118 nguyên tố hóa học, trong số đó 98 nguyên tố đầu được tìm thấy trong tự nhiên. Có 83 nguyên tố nguyên thủy, tức là chúng được hình thành từ lúc Trái Đất mới hình thành nói riêng (và vụ nổ Big Bang nói chung). 15 nguyên tố còn lại được gọi là các nguyên tố phi nguyên thủy tồn tại ở Trái Đất dưới dạng vết được hình thành từ sự phóng xạ của các nguyên tố khác. Dưới đây là danh sách đồng vị tự nhiên của các nguyên tố nguyên thủy trên Trái Đất

## Danh sách đồng vị tự nhiên

### Hydro(Z = 1)
Ngoài hai đồng vị 1H và 2H, thì hydro còn có đồng vị 3H tồn tại trong tự nhiên ở dạng vết
| Đồng vị | Nguồn tự nhiên | Chu kỳ bán rã | Kiểu phân rã | Năng lượng phân rã (MeV) | Sản phẩm phân rã |
| ------- | -------------- | ------------- | ------------ | ------------------------ | ---------------- |
| 1H      | 99.985%        | Bền           | Bền          | Bền                      | Bền              |
| 2H      | 0.015%         | Bền           | Bền          | Bền                      | Bền              |

### Heli(Z = 2)
| Đồng vị                                                  | Nguồn tự nhiên | Chu kỳ bán rã | Kiểu phân rã | Năng lượng phân rã (MeV) | Sản phẩm phân rã |
| -------------------------------------------------------- | -------------- | ------------- | ------------ | ------------------------ | ---------------- |
| 3He                                                      | 0.000137%*     | Bền           | Bền          | Bền                      | Bền              |
| 4He                                                      | 99.999863%*    | Bền           | Bền          | Bền                      | Bền              |
| *Theo tiêu chuẩn khí quyển, có thể thay đổi theo vị trí. |                |               |              |                          |                  |

### Liti(Z = 3)
| Đồng vị                                                                        | Nguồn tự nhiên | Chu kỳ bán rã | Kiểu phân rã | Năng lượng phân rã (MeV) | Sản phẩm phân rã |
| ------------------------------------------------------------------------------ | -------------- | ------------- | ------------ | ------------------------ | ---------------- |
| 6Li                                                                            | 7.5%           | Bền           | Bền          | Bền                      | Bền              |
| 7Li                                                                            | 92.5%          | Bền           | Bền          | Bền                      | Bền              |
| 6Li tồn tại ngoài tự nhiên thấp hơn 3.75%. 7Li thì nhiều hơn với tỷ lệ 96.25%. |                |               |              |                          |                  |

### Beri(Z = 4)
| Đồng vị | Nguồn tự nhiên | Chu kỳ bán rã | Kiểu phân rã | Năng lượng phân rã (MeV) | Sản phẩm phân rã |
| ------- | -------------- | ------------- | ------------ | ------------------------ | ---------------- |
| 9Be     | 100%           | Bền           | Bền          | Bền                      | Bền              |

### Bo(Z = 5)
| Đồng vị                                                                          | Nguồn tự nhiên | Chu kỳ bán rã | Kiểu phân rã | Năng lượng phân rã (MeV) | Sản phẩm phân rã |
| -------------------------------------------------------------------------------- | -------------- | ------------- | ------------ | ------------------------ | ---------------- |
| 10B                                                                              | 19.9%          | Bền           | Bền          | Bền                      | Bền              |
| 11B                                                                              | 80.1%          | Bền           | Bền          | Bền                      | Bền              |
| Bo - 10 tồn tại trong tự nhiên từ 19.1% đến 20.3%. Bo - 11 cũng trong khoảng đó. |                |               |              |                          |                  |

### Carbon(Z = 6)
Ngoài hai đồng vị 12C và 13C, thì cacbon còn có đồng vị 14C tồn tại trong tự nhiên ở dạng vết
| Đồng vị | Nguồn tự nhiên | Chu kỳ bán rã | Kiểu phân rã | Năng lượng phân rã (MeV) | Sản phẩm phân rã |
| ------- | -------------- | ------------- | ------------ | ------------------------ | ---------------- |
| 12C     | 98.9%          | Bền           | Bền          | Bền                      | Bền              |
| 13C     | 1.1%           | Bền           | Bền          | Bền                      | Bền              |

### Nitơ(Z = 7)
| Đồng vị | Nguồn tự nhiên | Chu kỳ bán rã | Kiểu phân rã | Năng lượng phân rã (MeV) | Sản phẩm phân rã |
| ------- | -------------- | ------------- | ------------ | ------------------------ | ---------------- |
| 14N     | 99.634%        | Bền           | Bền          | Bền                      | Bền              |
| 15N     | 0.366%         | Bền           | Bền          | Bền                      | Bền              |

### Oxi(Z = 8)
| Đồng vị | Nguồn tự nhiên | Chu kỳ bán rã | Kiểu phân rã | Năng lượng phân rã (MeV) | Sản phẩm phân rã |
| ------- | -------------- | ------------- | ------------ | ------------------------ | ---------------- |
| 16O     | 99.76%         | Bền           | Bền          | Bền                      | Bền              |
| 17O     | 0.039%         | Bền           | Bền          | Bền                      | Bền              |
| 18O     | 0.201%         | Bền           | Bền          | Bền                      | Bền              |

### Flo(Z = 9)
| Đồng vị | Nguồn tự nhiên | Chu kỳ bán rã | Kiểu phân rã | Năng lượng phân rã (MeV) | Sản phẩm phân rã |
| ------- | -------------- | ------------- | ------------ | ------------------------ | ---------------- |
| 19F     | 100%           | Bền           | Bền          | Bền                      | Bền              |

### Neon(Z = 10)
| Đồng vị | Nguồn tự nhiên | Chu kỳ bán rã | Kiểu phân rã | Năng lượng phân rã (MeV) | Sản phẩm phân rã |
| ------- | -------------- | ------------- | ------------ | ------------------------ | ---------------- |
| 20Ne    | 90.48%         | Bền           | Bền          | Bền                      | Bền              |
| 21Ne    | 0.27%          | Bền           | Bền          | Bền                      | Bền              |
| 22Ne    | 9.25%          | Bền           | Bền          | Bền                      | Bền              |

### Natri(Z = 11)
| Đồng vị | Nguồn tự nhiên | Chu kỳ bán rã | Kiểu phân rã | Năng lượng phân rã (MeV) | Sản phẩm phân rã |
| ------- | -------------- | ------------- | ------------ | ------------------------ | ---------------- |
| 23Na    | 100%           | Bền           | Bền          | Bền                      | Bền              |

### Magie(Z = 12)
| Đồng vị | Nguồn tự nhiên | Chu kỳ bán rã | Kiểu phân rã | Năng lượng phân rã (MeV) | Sản phẩm phân rã |
| ------- | -------------- | ------------- | ------------ | ------------------------ | ---------------- |
| 24Mg    | 79%            | Bền           | Bền          | Bền                      | Bền              |
| 25Mg    | 10%            | Bền           | Bền          | Bền                      | Bền              |
| 26Mg    | 11%            | Bền           | Bền          | Bền                      | Bền              |

### Nhôm(Z = 13)
| Đồng vị | Nguồn tự nhiên | Chu kỳ bán rã | Kiểu phân rã | Năng lượng phân rã (MeV) | Sản phẩm phân rã |
| ------- | -------------- | ------------- | ------------ | ------------------------ | ---------------- |
| 27Al    | 100%           | Bền           | Bền          | Bền                      | Bền              |

### Silic(Z = 14)
| Đồng vị | Nguồn tự nhiên | Chu kỳ bán rã | Kiểu phân rã | Năng lượng phân rã (MeV) | Sản phẩm phân rã |
| ------- | -------------- | ------------- | ------------ | ------------------------ | ---------------- |
| 28Si    | 92.23%         | Bền           | Bền          | Bền                      | Bền              |
| 29Si    | 4.67%          | Bền           | Bền          | Bền                      | Bền              |
| 30Si    | 3.10%          | Bền           | Bền          | Bền                      | Bền              |

### Phospho(Z = 15)
| Đồng vị | Nguồn tự nhiên | Chu kỳ bán rã | Kiểu phân rã | Năng lượng phân rã (MeV) | Sản phẩm phân rã |
| ------- | -------------- | ------------- | ------------ | ------------------------ | ---------------- |
| 31P     | 100%           | Bền           | Bền          | Bền                      | Bền              |

### Lưu huỳnh(Z = 16)
| Đồng vị | Nguồn tự nhiên | Chu kỳ bán rã | Kiểu phân rã | Năng lượng phân rã (MeV) | Sản phẩm phân rã |
| ------- | -------------- | ------------- | ------------ | ------------------------ | ---------------- |
| 32S     | 95.02%         | Bền           | Bền          | Bền                      | Bền              |
| 33S     | 0.75%          | Bền           | Bền          | Bền                      | Bền              |
| 34S     | 4.21%          | Bền           | Bền          | Bền                      | Bền              |
| 36S     | 0.02%          | Bền           | Bền          | Bền                      | Bền              |

### Clo(Z = 17)
| Đồng vị | Nguồn tự nhiên | Chu kỳ bán rã | Kiểu phân rã | Năng lượng phân rã (MeV) | Sản phẩm phân rã |
| ------- | -------------- | ------------- | ------------ | ------------------------ | ---------------- |
| 35Cl    | 75.77%         | Bền           | Bền          | Bền                      | Bền              |
| 37Cl    | 24.23%         | Bền           | Bền          | Bền                      | Bền              |

### Agon(Z = 18)
| Đồng vị | Nguồn tự nhiên | Chu kỳ bán rã | Kiểu phân rã | Năng lượng phân rã (MeV) | Sản phẩm phân rã |
| ------- | -------------- | ------------- | ------------ | ------------------------ | ---------------- |
| 36Ar    | 0.337%         | Bền           | Bền          | Bền                      | Bền              |
| 38Ar    | 0.063%         | Bền           | Bền          | Bền                      | Bền              |
| 40Ar    | 99.6%          | Bền           | Bền          | Bền                      | Bền              |

### Kali(Z = 19)
| Đồng vị | Nguồn tự nhiên | Chu kỳ bán rã | Kiểu phân rã | Năng lượng phân rã (MeV) | Sản phẩm phân rã |
| ------- | -------------- | ------------- | ------------ | ------------------------ | ---------------- |
| 39K     | 93.26%         | Bền           | Bền          | Bền                      | Bền              |
| 40K     | 0.012%         | 1.25 tỷ năm   | β-           | 1.311                    | 40Ca             |
| 40K     | 0.012%         | 1.25 tỷ năm   | ε, β+        | 1.505                    | 40Ar             |
| 41K     | 6.73%          | Bền           | Bền          | Bền                      | Bền              |

### Canxi(Z = 20)
| Đồng vị | Nguồn tự nhiên | Chu kỳ bán rã   | Kiểu phân rã | Năng lượng phân rã (MeV) | Sản phẩm phân rã |
| ------- | -------------- | --------------- | ------------ | ------------------------ | ---------------- |
| 40Ca    | 96.941%        | Bền             | Bền          | Bền                      | Bền              |
| 42Ca    | 0.647%         | Bền             | Bền          | Bền                      | Bền              |
| 43Ca    | 0.135%         | Bền             | Bền          | Bền                      | Bền              |
| 44Ca    | 2.086%         | Bền             | Bền          | Bền                      | Bền              |
| 46Ca    | 0.004%         | >2.8 x 1015 năm |              | β-                       | 46Ti             |
| 48Ca    | 0.187%         | >4 x 1019 năm   |              | β-                       | 48Ti             |

### Scandi(Z = 21)
| Đồng vị | Nguồn tự nhiên | Chu kỳ bán rã | Kiểu phân rã | Năng lượng phân rã (MeV) | Sản phẩm phân rã |
| ------- | -------------- | ------------- | ------------ | ------------------------ | ---------------- |
| 45Sc    | 100%           | Bền           | Bền          | Bền                      | Bền              |

### Titan(Z = 22)
| Đồng vị | Nguồn tự nhiên | Chu kỳ bán rã | Kiểu phân rã | Năng lượng phân rã (MeV) | Sản phẩm phân rã |
| ------- | -------------- | ------------- | ------------ | ------------------------ | ---------------- |
| 46Ti    | 8.0%           | Bền           | Bền          | Bền                      | Bền              |
| 47Ti    | 7.3%           | Bền           | Bền          | Bền                      | Bền              |
| 48Ti    | 73.8%          | Bền           | Bền          | Bền                      | Bền              |
| 49Ti    | 5.5%           | Bền           | Bền          | Bền                      | Bền              |
| 50Ti    | 5.4%           | Bền           | Bền          | Bền                      | Bền              |

### Vanadi(Z = 23)
| Đồng vị | Nguồn tự nhiên | Chu kỳ bán rã  | Kiểu phân rã | Năng lượng phân rã (MeV) | Sản phẩm phân rã |
| ------- | -------------- | -------------- | ------------ | ------------------------ | ---------------- |
| 50V     | 0.25%          | 1.5 x 1017 năm | ε            | 2.2083                   | 50Ti             |
| 50V     | 0.25%          | 1.5 x 1017 năm | β-           | 1.0369                   | 50Cr             |
| 51V     | 99.75%         | Bền            | Bền          | Bền                      | Bền              |

### Crom(Z = 24)
| Đồng vị | Nguồn tự nhiên | Chu kỳ bán rã   | Kiểu phân rã | Năng lượng phân rã (MeV) | Sản phẩm phân rã |
| ------- | -------------- | --------------- | ------------ | ------------------------ | ---------------- |
| 50Cr    | 4.345%         | >1.8 x 1017 năm | ε            | 2.2083                   | 50Ti             |
| 52Cr    | 83.789%        | Bền             | Bền          | Bền                      | Bền              |
| 53Cr    | 9.501%         | Bền             | Bền          | Bền                      | Bền              |
| 54Cr    | 2.365%         | Bền             | Bền          | Bền                      | Bền              |

### Mangan(Z = 25)
| Đồng vị | Nguồn tự nhiên | Chu kỳ bán rã | Kiểu phân rã | Năng lượng phân rã (MeV) | Sản phẩm phân rã |
| ------- | -------------- | ------------- | ------------ | ------------------------ | ---------------- |
| 55Mn    | 100%           | Bền           | Bền          | Bền                      | Bền              |

### Sắt(Z = 26)
| Đồng vị | Nguồn tự nhiên | Chu kỳ bán rã | Kiểu phân rã | Năng lượng phân rã (MeV) | Sản phẩm phân rã |
| ------- | -------------- | ------------- | ------------ | ------------------------ | ---------------- |
| 54Fe    | 5.8%           | Bền           | Bền          | Bền                      | Bền              |
| 56Fe    | 91.72%         | Bền           | Bền          | Bền                      | Bền              |
| 57Fe    | 2.2%           | Bền           | Bền          | Bền                      | Bền              |
| 58Fe    | 0.28%          | Bền           | Bền          | Bền                      | Bền              |

### Coban(Z = 27)
| Đồng vị | Nguồn tự nhiên | Chu kỳ bán rã | Kiểu phân rã | Năng lượng phân rã (MeV) | Sản phẩm phân rã |
| ------- | -------------- | ------------- | ------------ | ------------------------ | ---------------- |
| 59Co    | 100%           | Bền           | Bền          | Bền                      | Bền              |

### Niken(Z = 28)
| Đồng vị | Nguồn tự nhiên | Chu kỳ bán rã | Kiểu phân rã | Năng lượng phân rã (MeV) | Sản phẩm phân rã |
| ------- | -------------- | ------------- | ------------ | ------------------------ | ---------------- |
| 58Ni    | 68.077%        | Bền           | Bền          | Bền                      | Bền              |
| 60Ni    | 26.223%        | Bền           | Bền          | Bền                      | Bền              |
| 61Ni    | 1.14%          | Bền           | Bền          | Bền                      | Bền              |
| 62Ni    | 3.634%         | Bền           | Bền          | Bền                      | Bền              |
| 64Ni    | 0.926%         | Bền           | Bền          | Bền                      | Bền              |

### Đồng(Z = 29)
| Đồng vị | Nguồn tự nhiên | Chu kỳ bán rã | Kiểu phân rã | Năng lượng phân rã (MeV) | Sản phẩm phân rã |
| ------- | -------------- | ------------- | ------------ | ------------------------ | ---------------- |
| 63Cu    | 69.15%         | Bền           | Bền          | Bền                      | Bền              |
| 65Cu    | 30.85%         | Bền           | Bền          | Bền                      | Bền              |

### Kẽm(Z = 30)
| Đồng vị | Nguồn tự nhiên | Chu kỳ bán rã | Kiểu phân rã | Năng lượng phân rã (MeV) | Sản phẩm phân rã |
| ------- | -------------- | ------------- | ------------ | ------------------------ | ---------------- |
| 64Zn    | 48.6%          | Bền           | Bền          | Bền                      | Bền              |
| 66Zn    | 27.9%          | Bền           | Bền          | Bền                      | Bền              |
| 67Zn    | 4.1%           | Bền           | Bền          | Bền                      | Bền              |
| 68Zn    | 18.8%          | Bền           | Bền          | Bền                      | Bền              |
| 70Zn    | 0.6%           | Bền           | Bền          | Bền                      | Bền              |

### Gali(Z = 31)
| Đồng vị | Nguồn tự nhiên | Chu kỳ bán rã | Kiểu phân rã | Năng lượng phân rã (MeV) | Sản phẩm phân rã |
| ------- | -------------- | ------------- | ------------ | ------------------------ | ---------------- |
| 69Ga    | 60.11%         | Bền           | Bền          | Bền                      | Bền              |
| 71Ga    | 39.89%         | Bền           | Bền          | Bền                      | Bền              |

### Gemani(Z = 32)
| Đồng vị | Nguồn tự nhiên | Chu kỳ bán rã | Kiểu phân rã | Năng lượng phân rã (MeV) | Sản phẩm phân rã |
| ------- | -------------- | ------------- | ------------ | ------------------------ | ---------------- |
| 70Ge    | 21.23%         | Bền           | Bền          | Bền                      | Bền              |
| 72Ge    | 27.66%         | Bền           | Bền          | Bền                      | Bền              |
| 73Ge    | 7.73%          | Bền           | Bền          | Bền                      | Bền              |
| 74Ge    | 35.94%         | Bền           | Bền          | Bền                      | Bền              |
| 76Ge    | 7.44%          | Bền           | Bền          | Bền                      | Bền              |

### Asen(Z = 33)
| Đồng vị | Nguồn tự nhiên | Chu kỳ bán rã | Kiểu phân rã | Năng lượng phân rã (MeV) | Sản phẩm phân rã |
| ------- | -------------- | ------------- | ------------ | ------------------------ | ---------------- |
| 75As    | 100%           | Bền           | Bền          | Bền                      | Bền              |

### Selen(Z = 34)
| Đồng vị | Nguồn tự nhiên | Chu kỳ bán rã   | Kiểu phân rã | Năng lượng phân rã (MeV) | Sản phẩm phân rã |
| ------- | -------------- | --------------- | ------------ | ------------------------ | ---------------- |
| 74Se    | 0.87%          | Bền             | Bền          | Bền                      | Bền              |
| 76Se    | 9.36%          | Bền             | Bền          | Bền                      | Bền              |
| 77Se    | 7.63%          | Bền             | Bền          | Bền                      | Bền              |
| 78Se    | 23.78%         | Bền             | Bền          | Bền                      | Bền              |
| 80Se    | 49.61%         | Bền             | Bền          | Bền                      | Bền              |
| 82Se    | 8.73%          | 1.08 x 1020 năm | β-           | 2.995                    | 82Kr             |

### Brom(Z = 35)
| Đồng vị | Nguồn tự nhiên | Chu kỳ bán rã | Kiểu phân rã | Năng lượng phân rã (MeV) | Sản phẩm phân rã |
| ------- | -------------- | ------------- | ------------ | ------------------------ | ---------------- |
| 79Br    | 50.69%         | Bền           | Bền          | Bền                      | Bền              |
| 81Br    | 49.31%         | Bền           | Bền          | Bền                      | Bền              |

### Krypton(Z = 36)
| Đồng vị | Nguồn tự nhiên | Chu kỳ bán rã | Kiểu phân rã | Năng lượng phân rã (MeV) | Sản phẩm phân rã |
| ------- | -------------- | ------------- | ------------ | ------------------------ | ---------------- |
| 78Kr    | 0.35%          | Bền           | Bền          | Bền                      | Bền              |
| 80Kr    | 2.25%          | Bền           | Bền          | Bền                      | Bền              |
| 82Kr    | 11.6%          | Bền           | Bền          | Bền                      | Bền              |
| 83Kr    | 11.5%          | Bền           | Bền          | Bền                      | Bền              |
| 84Kr    | 57%            | Bền           | Bền          | Bền                      | Bền              |
| 86Kr    | 17.3%          | Bền           | Bền          | Bền                      | Bền              |

### Rubiđi(Z = 37)
| Đồng vị | Nguồn tự nhiên | Chu kỳ bán rã   | Kiểu phân rã | Năng lượng phân rã (MeV) | Sản phẩm phân rã |
| ------- | -------------- | --------------- | ------------ | ------------------------ | ---------------- |
| 85Rb    | 72.168%        | Bền             | Bền          | Bền                      | Bền              |
| 87Rb    | 27.835%        | 4.88 x 1010 năm | β-           | 0.283                    | 87Sr             |

### Stronti(Z = 38)
| Đồng vị | Nguồn tự nhiên | Chu kỳ bán rã | Kiểu phân rã | Năng lượng phân rã (MeV) | Sản phẩm phân rã |
| ------- | -------------- | ------------- | ------------ | ------------------------ | ---------------- |
| 84Sr    | 0.56%          | Bền           | Bền          | Bền                      | Bền              |
| 86Sr    | 9.86%          | Bền           | Bền          | Bền                      | Bền              |
| 87Sr    | 7%             | Bền           | Bền          | Bền                      | Bền              |
| 88Sr    | 82.58%         | Bền           | Bền          | Bền                      | Bền              |

### Ytri(Z = 39)
| Đồng vị | Nguồn tự nhiên | Chu kỳ bán rã | Kiểu phân rã | Năng lượng phân rã (MeV) | Sản phẩm phân rã |
| ------- | -------------- | ------------- | ------------ | ------------------------ | ---------------- |
| 89Y     | 100%           | Bền           | Bền          | Bền                      | Bền              |

### Ziconi(Z = 40)
| Đồng vị | Nguồn tự nhiên | Chu kỳ bán rã  | Kiểu phân rã | Năng lượng phân rã (MeV) | Sản phẩm phân rã |
| ------- | -------------- | -------------- | ------------ | ------------------------ | ---------------- |
| 90Zr    | 51.45%         | Bền            | Bền          | Bền                      | Bền              |
| 91Zr    | 11.22%         | Bền            | Bền          | Bền                      | Bền              |
| 92Zr    | 17.15%         | Bền            | Bền          | Bền                      | Bền              |
| 94Zr    | 17.38%         | 1.1 x 1017 năm | β-           | 1.144                    | 94Mo             |
| 96Zr    | 2.8%           | 2.0 x 1019 năm | β-           | 3.348                    | 96Mo             |

### Niobi(Z = 41)
| Đồng vị | Nguồn tự nhiên | Chu kỳ bán rã | Kiểu phân rã | Năng lượng phân rã (MeV) | Sản phẩm phân rã |
| ------- | -------------- | ------------- | ------------ | ------------------------ | ---------------- |
| 93Nb    | 100%           | Bền           | Bền          | Bền                      | Bền              |

### Molipden(Z = 42)
| Đồng vị | Nguồn tự nhiên | Chu kỳ bán rã  | Kiểu phân rã | Năng lượng phân rã (MeV) | Sản phẩm phân rã |
| ------- | -------------- | -------------- | ------------ | ------------------------ | ---------------- |
| 92Mo    | 14.84%         | Bền            | Bền          | Bền                      | Bền              |
| 94Mo    | 9.25%          | Bền            | Bền          | Bền                      | Bền              |
| 95Mo    | 15.92%         | Bền            | Bền          | Bền                      | Bền              |
| 96Mo    | 16.68%         | Bền            | Bền          | Bền                      | Bền              |
| 97Mo    | 9.55%          | Bền            | Bền          | Bền                      | Bền              |
| 98Mo    | 24.13%         | Bền            | Bền          | Bền                      | Bền              |
| 100Mo   | 9.63%          | 7.8 x 1018 năm | β-           | 2.995                    | 100Ru            |

### Rutheni(Z = 44)
| Đồng vị | Nguồn tự nhiên | Chu kỳ bán rã | Kiểu phân rã | Năng lượng phân rã (MeV) | Sản phẩm phân rã |
| ------- | -------------- | ------------- | ------------ | ------------------------ | ---------------- |
| 96Ru    | 5.52%          | Bền           | Bền          | Bền                      | Bền              |
| 98Ru    | 1.88%          | Bền           | Bền          | Bền                      | Bền              |
| 99Ru    | 12.7%          | Bền           | Bền          | Bền                      | Bền              |
| 100Ru   | 12.6%          | Bền           | Bền          | Bền                      | Bền              |
| 101Ru   | 17%            | Bền           | Bền          | Bền                      | Bền              |
| 102Ru   | 31.6%          | Bền           | Bền          | Bền                      | Bền              |
| 104Ru   | 18.7%          | Bền           | Bền          | Bền                      | Bền              |

### Rhodi(Z = 45)
| Đồng vị | Nguồn tự nhiên | Chu kỳ bán rã | Kiểu phân rã | Năng lượng phân rã (MeV) | Sản phẩm phân rã |
| ------- | -------------- | ------------- | ------------ | ------------------------ | ---------------- |
| 103Rh   | 100%           | Bền           | Bền          | Bền                      | Bền              |

### Paladi(Z = 46)
| Đồng vị | Nguồn tự nhiên | Chu kỳ bán rã | Kiểu phân rã | Năng lượng phân rã (MeV) | Sản phẩm phân rã |
| ------- | -------------- | ------------- | ------------ | ------------------------ | ---------------- |
| 102Pd   | 1.02%          | Bền           | Bền          | Bền                      | Bền              |
| 104Pd   | 11.14%         | Bền           | Bền          | Bền                      | Bền              |
| 105Pd   | 22.33%         | Bền           | Bền          | Bền                      | Bền              |
| 106Pd   | 27.33%         | Bền           | Bền          | Bền                      | Bền              |
| 108Pd   | 26.46%         | Bền           | Bền          | Bền                      | Bền              |
| 110Pd   | 11.72%         | Bền           | Bền          | Bền                      | Bền              |

### Bạc(Z=47)
| Đồng vị | Nguồn tự nhiên | Chu kỳ bán rã | Kiểu phân rã | Năng lượng phân rã (MeV) | Sản phẩm phân rã |
| ------- | -------------- | ------------- | ------------ | ------------------------ | ---------------- |
| 107Ag   | 51.839%        | Bền           | Bền          | Bền                      | Bền              |
| 109Ag   | 48.161%        | Bền           | Bền          | Bền                      | Bền              |

### Cadimi(Z = 48)
| Đồng vị | Nguồn tự nhiên | Chu kỳ bán rã  | Kiểu phân rã | Năng lượng phân rã (MeV) | Sản phẩm phân rã |
| ------- | -------------- | -------------- | ------------ | ------------------------ | ---------------- |
| 106Cd   | 1.25%          | Bền            | Bền          | Bền                      | Bền              |
| 108Cd   | 0.89%          | Bền            | Bền          | Bền                      | Bền              |
| 110Cd   | 12.49%         | Bền            | Bền          | Bền                      | Bền              |
| 111Cd   | 12.8%          | Bền            | Bền          | Bền                      | Bền              |
| 112Cd   | 24.13%         | Bền            | Bền          | Bền                      | Bền              |
| 113Cd   | 12.22%         | 7.7 x 1015 năm | β-           | 0.316                    | 113In            |
| 114Cd   | 28.73%         | Bền            | Bền          | Bền                      | Bền              |
| 116Cd   | 7.49%          | 2.9 x 1019 năm | β-           |                          | 116Sn            |

### Indi(Z = 49)
| Đồng vị | Nguồn tự nhiên | Chu kỳ bán rã  | Kiểu phân rã | Năng lượng phân rã (MeV) | Sản phẩm phân rã |
| ------- | -------------- | -------------- | ------------ | ------------------------ | ---------------- |
| 113In   | 4.3%           | Bền            | Bền          | Bền                      | Bền              |
| 115In   | 95.7%          | 4.41 x 1014năm | β-           | 0.495                    | 115Sn            |

### Thiếc(Z = 50)
| Đồng vị | Nguồn tự nhiên | Chu kỳ bán rã | Kiểu phân rã | Năng lượng phân rã (MeV) | Sản phẩm phân rã |
| ------- | -------------- | ------------- | ------------ | ------------------------ | ---------------- |
| 112Sn   | 0.97%          | Bền           | Bền          | Bền                      | Bền              |
| 114Sn   | 0.66%          | Bền           | Bền          | Bền                      | Bền              |
| 115Sn   | 0.34%          | Bền           | Bền          | Bền                      | Bền              |
| 116Sn   | 14.54%         | Bền           | Bền          | Bền                      | Bền              |
| 117Sn   | 7.68%          | Bền           | Bền          | Bền                      | Bền              |
| 118Sn   | 24.22%         | Bền           | Bền          | Bền                      | Bền              |
| 119Sn   | 8.59%          | Bền           | Bền          | Bền                      | Bền              |
| 120Sn   | 32.58%         | Bền           | Bền          | Bền                      | Bền              |
| 122Sn   | 4.63%          | Bền           | Bền          | Bền                      | Bền              |
| 124Sn   | 5.79%          | Bền           | Bền          | Bền                      | Bền              |

### Antimon(Z = 51)
| Đồng vị | Nguồn tự nhiên | Chu kỳ bán rã | Kiểu phân rã | Năng lượng phân rã (MeV) | Sản phẩm phân rã |
| ------- | -------------- | ------------- | ------------ | ------------------------ | ---------------- |
| 121Sb   | 62%            | Bền           | Bền          | Bền                      | Bền              |
| 123Sb   | 38%            | Bền           | Bền          | Bền                      | Bền              |

### Telu(Z = 52)
| Đồng vị | Nguồn tự nhiên | Chu kỳ bán rã   | Kiểu phân rã | Năng lượng phân rã (MeV) | Sản phẩm phân rã |
| ------- | -------------- | --------------- | ------------ | ------------------------ | ---------------- |
| 120Te   | 0.09%          | >2.2 x 1016 năm | ε            | 1.701                    | 120Sn            |
| 122Te   | 2.55%          | Bền             | Bền          | Bền                      | Bền              |
| 123Te   | 0.89%          | >1.0 x 1013 năm | ε            | 0.051                    | 123Sb            |
| 124Te   | 4.74%          | Bền             | Bền          | Bền                      | Bền              |
| 125Te   | 7.07%          | Bền             | Bền          | Bền                      | Bền              |
| 126Te   | 18.84%         | Bền             | Bền          | Bền                      | Bền              |
| 128Te   | 31.74%         | 2.2 x 1024 năm  | β-           | 0.867                    | 128Xe            |
| 130Te   | 34.08%         | 7.9 x 1020 năm  | β-           | 2.528                    | 130Xe            |

### Iot(Z = 53)
| Đồng vị | Nguồn tự nhiên | Chu kỳ bán rã | Kiểu phân rã | Năng lượng phân rã (MeV) | Sản phẩm phân rã |
| ------- | -------------- | ------------- | ------------ | ------------------------ | ---------------- |
| 127I    | 100%           | Bền           | Bền          | Bền                      | Bền              |

### Xenon(Z = 54)
| Đồng vị | Nguồn tự nhiên | Chu kỳ bán rã | Kiểu phân rã | Năng lượng phân rã (MeV) | Sản phẩm phân rã |
| ------- | -------------- | ------------- | ------------ | ------------------------ | ---------------- |
| 124Xe   | 0.095%         | Bền           | Bền          | Bền                      | Bền              |
| 126Xe   | 0.089%         | Bền           | Bền          | Bền                      | Bền              |
| 128Xe   | 1.91%          | Bền           | Bền          | Bền                      | Bền              |
| 129Xe   | 26.4%          | Bền           | Bền          | Bền                      | Bền              |
| 130Xe   | 4.07%          | Bền           | Bền          | Bền                      | Bền              |
| 131Xe   | 21.2%          | Bền           | Bền          | Bền                      | Bền              |
| 132Xe   | 26.9%          | Bền           | Bền          | Bền                      | Bền              |
| 134Xe   | 10.4%          | Bền           | Bền          | Bền                      | Bền              |
| 136Xe   | 8.86%          | Bền           | Bền          | Bền                      | Bền              |

### Cesi(Z = 55)
| Đồng vị | Nguồn tự nhiên | Chu kỳ bán rã | Kiểu phân rã | Năng lượng phân rã (MeV) | Sản phẩm phân rã |
| ------- | -------------- | ------------- | ------------ | ------------------------ | ---------------- |
| 133Cs   | 100%           | Bền           | Bền          | Bền                      | Bền              |

### Bari(Z = 56)
| Đồng vị | Nguồn tự nhiên | Chu kỳ bán rã | Kiểu phân rã | Năng lượng phân rã (MeV) | Sản phẩm phân rã |
| ------- | -------------- | ------------- | ------------ | ------------------------ | ---------------- |
| 130Ba   | 0.106%         | Bền           | Bền          | Bền                      | Bền              |
| 132Ba   | 0.101%         | Bền           | Bền          | Bền                      | Bền              |
| 134Ba   | 2.417%         | Bền           | Bền          | Bền                      | Bền              |
| 135Ba   | 6.592%         | Bền           | Bền          | Bền                      | Bền              |
| 136Ba   | 7.854%         | Bền           | Bền          | Bền                      | Bền              |
| 137Ba   | 11.23%         | Bền           | Bền          | Bền                      | Bền              |
| 138Ba   | 71.7%          | Bền           | Bền          | Bền                      | Bền              |

### Lantan(Z = 57)
| Đồng vị | Nguồn tự nhiên | Chu kỳ bán rã   | Kiểu phân rã | Năng lượng phân rã (MeV) | Sản phẩm phân rã |
| ------- | -------------- | --------------- | ------------ | ------------------------ | ---------------- |
| 138La   | 0.09%          | 1.05 x 1011 năm | ε            | 1.737                    | 138Ba            |
| 138La   | 0.09%          | 1.05 x 1011 năm | β-           | 1.044                    | 138Ce            |
| 139La   | 99.91%         | Bền             | Bền          | Bền                      | Bền              |

### Xeri(Z = 58)
| Đồng vị | Nguồn tự nhiên | Chu kỳ bán rã | Kiểu phân rã | Năng lượng phân rã (MeV) | Sản phẩm phân rã |
| ------- | -------------- | ------------- | ------------ | ------------------------ | ---------------- |
| 136Ce   | 0.185%         | Bền           | Bền          | Bền                      | Bền              |
| 138Ce   | 0.251%         | Bền           | Bền          | Bền                      | Bền              |
| 140Ce   | 88.45%         | Bền           | Bền          | Bền                      | Bền              |
| 142Ce   | 11.114%        | Bền           | Bền          | Bền                      | Bền              |

### Praseodimi(Z = 59)
| Đồng vị | Nguồn tự nhiên | Chu kỳ bán rã | Kiểu phân rã | Năng lượng phân rã (MeV) | Sản phẩm phân rã |
| ------- | -------------- | ------------- | ------------ | ------------------------ | ---------------- |
| 141Pr   | 100%           | Bền           | Bền          | Bền                      | Bền              |

### Neodimi(Z = 60)
| Đồng vị | Nguồn tự nhiên | Chu kỳ bán rã   | Kiểu phân rã | Năng lượng phân rã (MeV) | Sản phẩm phân rã |
| ------- | -------------- | --------------- | ------------ | ------------------------ | ---------------- |
| 142Nd   | 27.2%          | Bền             | Bền          | Bền                      | Bền              |
| 143Nd   | 12.2%          | Bền             | Bền          | Bền                      | Bền              |
| 144Nd   | 23.8%          | 2.29 x 1015 năm | α            | 1.905                    | 140Ce            |
| 145Nd   | 8.3%           | Bền             | Bền          | Bền                      | Bền              |
| 146Nd   | 17.2%          | Bền             | Bền          | Bền                      | Bền              |
| 148Nd   | 5.7%           | Bền             | Bền          | Bền                      | Bền              |
| 150Nd   | 5.6%           | 6.7 X 1018 năm  | β-           | 3.367                    | 150Sm            |

### Samari(Z = 62)
| Đồng vị | Nguồn tự nhiên | Chu kỳ bán rã   | Kiểu phân rã | Năng lượng phân rã (MeV) | Sản phẩm phân rã |
| ------- | -------------- | --------------- | ------------ | ------------------------ | ---------------- |
| 144Sm   | 3.07%          | Bền             | Bền          | Bền                      | Bền              |
| 147Sm   | 14.99%         | 1.06 x 1011 năm | α            | 2.31                     | 143Nd            |
| 148Sm   | 11.24%         | 7 x 1015 năm    | α            | 1.986                    | 144Nd            |
| 149Sm   | 13.82%         | Bền             | Bền          | Bền                      | Bền              |
| 150Sm   | 7.38%          | Bền             | Bền          | Bền                      | Bền              |
| 152Sm   | 26.75%         | Bền             | Bền          | Bền                      | Bền              |
| 154Sm   | 22.75%         | Bền             | Bền          | Bền                      | Bền              |

### Europi(Z = 63)
| Đồng vị | Nguồn tự nhiên | Chu kỳ bán rã | Kiểu phân rã | Năng lượng phân rã (MeV) | Sản phẩm phân rã |
| ------- | -------------- | ------------- | ------------ | ------------------------ | ---------------- |
| 151Eu   | 47.8%          | 5 x 1018 năm  | α            |                          | 147Pm            |
| 153Eu   | 52.2%          | Bền           | Bền          | Bền                      | Bền              |

### Gadolini(Z = 64)
| Đồng vị | Nguồn tự nhiên | Chu kỳ bán rã   | Kiểu phân rã | Năng lượng phân rã (MeV) | Sản phẩm phân rã |
| ------- | -------------- | --------------- | ------------ | ------------------------ | ---------------- |
| 152Gd   | 0.2%           | 1.08 x 1014 năm | α            | 2.205                    | 148Sm            |
| 154Gd   | 2.18%          | Bền             | Bền          | Bền                      | Bền              |
| 155Gd   | 14.8%          | Bền             | Bền          | Bền                      | Bền              |
| 156Gd   | 20.47%         | Bền             | Bền          | Bền                      | Bền              |
| 157Gd   | 15.65%         | Bền             | Bền          | Bền                      | Bền              |
| 158Gd   | 24.84%         | Bền             | Bền          | Bền                      | Bền              |
| 160Gd   | 21.86%         | Bền             | Bền          | Bền                      | Bền              |

### Terbi(Z=65)
| Đồng vị | Nguồn tự nhiên | Chu kỳ bán rã | Kiểu phân rã | Năng lượng phân rã (MeV) | Sản phẩm phân rã |
| ------- | -------------- | ------------- | ------------ | ------------------------ | ---------------- |
| 159Tb   | 100%           | Bền           | Bền          | Bền                      | Bền              |

### Dysprosi(Z = 66)
| Đồng vị | Nguồn tự nhiên | Chu kỳ bán rã | Kiểu phân rã | Năng lượng phân rã (MeV) | Sản phẩm phân rã |
| ------- | -------------- | ------------- | ------------ | ------------------------ | ---------------- |
| 156Dy   | 0.06%          | 1 x 1018 năm  | α            |                          | 152Gd            |
| 158Dy   | 0.1%           | Bền           | Bền          | Bền                      | Bền              |
| 160Dy   | 2.34%          | Bền           | Bền          | Bền                      | Bền              |
| 161Dy   | 18.91%         | Bền           | Bền          | Bền                      | Bền              |
| 162Dy   | 25.51%         | Bền           | Bền          | Bền                      | Bền              |
| 163Dy   | 24.9%          | Bền           | Bền          | Bền                      | Bền              |
| 164Dy   | 28.18%         | Bền           | Bền          | Bền                      | Bền              |

### Holmi(Z = 67)
| Đồng vị | Nguồn tự nhiên | Chu kỳ bán rã | Kiểu phân rã | Năng lượng phân rã (MeV) | Sản phẩm phân rã |
| ------- | -------------- | ------------- | ------------ | ------------------------ | ---------------- |
| 165Ho   | 100%           | Bền           | Bền          | Bền                      | Bền              |

### Erbi(Z = 68)
| Đồng vị | Nguồn tự nhiên | Chu kỳ bán rã   | Kiểu phân rã | Năng lượng phân rã (MeV) | Sản phẩm phân rã |
| ------- | -------------- | --------------- | ------------ | ------------------------ | ---------------- |
| 162Er   | 0.139%         | 1.08 x 1014 năm | α            | 2.205                    | 148Sm            |
| 164Er   | 1.601%         | Bền             | Bền          | Bền                      | Bền              |
| 166Er   | 33.503%        | Bền             | Bền          | Bền                      | Bền              |
| 167Er   | 22.869%        | Bền             | Bền          | Bền                      | Bền              |
| 168Er   | 26.978%        | Bền             | Bền          | Bền                      | Bền              |
| 170Er   | 14.91%         | Bền             | Bền          | Bền                      | Bền              |

### Thuli(Z = 69)
| Đồng vị | Nguồn tự nhiên | Chu kỳ bán rã | Kiểu phân rã | Năng lượng phân rã (MeV) | Sản phẩm phân rã |
| ------- | -------------- | ------------- | ------------ | ------------------------ | ---------------- |
| 169Tm   | 100%           | Bền           | Bền          | Bền                      | Bền              |

### Yterbi(Z = 70)
| Đồng vị | Nguồn tự nhiên | Chu kỳ bán rã | Kiểu phân rã | Năng lượng phân rã (MeV) | Sản phẩm phân rã |
| ------- | -------------- | ------------- | ------------ | ------------------------ | ---------------- |
| 168Yb   | 0.13%          | Bền           | Bền          | Bền                      | Bền              |
| 170Yb   | 3.04%          | Bền           | Bền          | Bền                      | Bền              |
| 171Yb   | 14.28%         | Bền           | Bền          | Bền                      | Bền              |
| 172Yb   | 21.83%         | Bền           | Bền          | Bền                      | Bền              |
| 173Yb   | 16.13%         | Bền           | Bền          | Bền                      | Bền              |
| 174Yb   | 31.83%         | Bền           | Bền          | Bền                      | Bền              |
| 176Yb   | 12.76%         | Bền           | Bền          | Bền                      | Bền              |

### Luteti(Z = 71)
| Đồng vị | Nguồn tự nhiên | Chu kỳ bán rã   | Kiểu phân rã | Năng lượng phân rã (MeV) | Sản phẩm phân rã |
| ------- | -------------- | --------------- | ------------ | ------------------------ | ---------------- |
| 175Lu   | 97.41%         | Bền             | Bền          | Bền                      | Bền              |
| 176Lu   | 2.59%          | 3.78 x 1010 năm | β-           | 1.193                    | 176Hf            |

### Hafni(Z = 72)
| Đồng vị | Nguồn tự nhiên | Chu kỳ bán rã | Kiểu phân rã | Năng lượng phân rã (MeV) | Sản phẩm phân rã |
| ------- | -------------- | ------------- | ------------ | ------------------------ | ---------------- |
| 174Hf   | 0.162%         | 2 x 1015 năm  | α            | 1.193                    | 170Yb            |
| 176Hf   | 5.206%         | Bền           | Bền          | Bền                      | Bền              |
| 177Hf   | 18.606%        | Bền           | Bền          | Bền                      | Bền              |
| 178Hf   | 27.297%        | Bền           | Bền          | Bền                      | Bền              |
| 179Hf   | 13.629%        | Bền           | Bền          | Bền                      | Bền              |
| 180Hf   | 35.1%          | Bền           | Bền          | Bền                      | Bền              |

### Tantan(Z = 73)
| Đồng vị | Nguồn tự nhiên | Chu kỳ bán rã   | Kiểu phân rã | Năng lượng phân rã (MeV) | Sản phẩm phân rã |
| ------- | -------------- | --------------- | ------------ | ------------------------ | ---------------- |
| 180mTa  | 0.012%         | >1.2 x 1015 năm | β-           | 0.783                    | 180W             |
| 180mTa  | 0.012%         | >1.2 x 1015 năm | ε            | 0.929                    | 180Hf            |
| 180mTa  | 0.012%         | >1.2 x 1015 năm | γ            | 0.075                    | 180Ta            |
| 181Ta   | 99.988%        | Bền             | Bền          | Bền                      | Bền              |

### Wolfram(Z = 74)
| Đồng vị | Nguồn tự nhiên | Chu kỳ bán rã  | Kiểu phân rã | Năng lượng phân rã (MeV) | Sản phẩm phân rã |
| ------- | -------------- | -------------- | ------------ | ------------------------ | ---------------- |
| 180W    | 0.12%          | 1.8 x 1018 năm | α            | 2.516                    | 176Hf            |
| 182W    | 26.50%         | Bền            | Bền          | Bền                      | Bền              |
| 183W    | 14.31%         | Bền            | Bền          | Bền                      | Bền              |
| 184W    | 30.64%         | Bền            | Bền          | Bền                      | Bền              |
| 186W    | 28.43%         | Bền            | Bền          | Bền                      | Bền              |

### Rheni(Z = 75)
| Đồng vị | Nguồn tự nhiên | Chu kỳ bán rã   | Kiểu phân rã | Năng lượng phân rã (MeV) | Sản phẩm phân rã |
| ------- | -------------- | --------------- | ------------ | ------------------------ | ---------------- |
| 185Re   | 37.4%          | Bền             | Bền          | Bền                      | Bền              |
| 187Re   | 62.6%          | 4.12 x 1010 năm | β-           | 0.0026                   | 187Os            |

### Osmi(Z = 76)
| Đồng vị | Nguồn tự nhiên | Chu kỳ bán rã | Kiểu phân rã | Năng lượng phân rã (MeV) | Sản phẩm phân rã |
| ------- | -------------- | ------------- | ------------ | ------------------------ | ---------------- |
| 184Os   | 0.02%          | Bền           | Bền          | Bền                      | Bền              |
| 186Os   | 1.59%          | 2 x 1015 năm  | α            | 2.822                    | 182W             |
| 187Os   | 1.96%          | Bền           | Bền          | Bền                      | Bền              |
| 188Os   | 13.24%         | Bền           | Bền          | Bền                      | Bền              |
| 189Os   | 16.15%         | Bền           | Bền          | Bền                      | Bền              |
| 190Os   | 26.26%         | Bền           | Bền          | Bền                      | Bền              |
| 192Os   | 40.78%         | Bền           | Bền          | Bền                      | Bền              |

### Iridi(Z = 77)
| Đồng vị | Nguồn tự nhiên | Chu kỳ bán rã | Kiểu phân rã | Năng lượng phân rã (MeV) | Sản phẩm phân rã |
| ------- | -------------- | ------------- | ------------ | ------------------------ | ---------------- |
| 191Ir   | 37.3%          | Bền           | Bền          | Bền                      | Bền              |
| 193Ir   | 62.7%          | Bền           | Bền          | Bền                      | Bền              |

### Platin(Z = 78)
| Đồng vị | Nguồn tự nhiên | Chu kỳ bán rã  | Kiểu phân rã | Năng lượng phân rã (MeV) | Sản phẩm phân rã |
| ------- | -------------- | -------------- | ------------ | ------------------------ | ---------------- |
| 190Pt   | 0.014%         | 6.5 x 1011 năm | α            | 3.18                     | 182W             |
| 192Pt   | 0.782%         | Bền            | Bền          | Bền                      | Bền              |
| 194Pt   | 32.967%        | Bền            | Bền          | Bền                      | Bền              |
| 195Pt   | 33.832%        | Bền            | Bền          | Bền                      | Bền              |
| 196Pt   | 25.242%        | Bền            | Bền          | Bền                      | Bền              |
| 198Pt   | 7.163%         | Bền            | Bền          | Bền                      | Bền              |

### Vàng(Z = 79)
| Đồng vị | Nguồn tự nhiên | Chu kỳ bán rã | Kiểu phân rã | Năng lượng phân rã (MeV) | Sản phẩm phân rã |
| ------- | -------------- | ------------- | ------------ | ------------------------ | ---------------- |
| 197Au   | 100%           | Bền           | Bền          | Bền                      | Bền              |

### Thủy ngân(Z = 80)
| Đồng vị | Nguồn tự nhiên | Chu kỳ bán rã | Kiểu phân rã | Năng lượng phân rã (MeV) | Sản phẩm phân rã |
| ------- | -------------- | ------------- | ------------ | ------------------------ | ---------------- |
| 196Hg   | 0.15%          | Bền           | Bền          | Bền                      | Bền              |
| 198Hg   | 9.97%          | Bền           | Bền          | Bền                      | Bền              |
| 199Hg   | 16.87%         | Bền           | Bền          | Bền                      | Bền              |
| 200Hg   | 23.1%          | Bền           | Bền          | Bền                      | Bền              |
| 201Hg   | 13.18%         | Bền           | Bền          | Bền                      | Bền              |
| 202Hg   | 29.86%         | Bền           | Bền          | Bền                      | Bền              |
| 204Hg   | 6.87%          | Bền           | Bền          | Bền                      | Bền              |

### Tali(Z = 81)
| Đồng vị | Nguồn tự nhiên | Chu kỳ bán rã | Kiểu phân rã | Năng lượng phân rã (MeV) | Sản phẩm phân rã |
| ------- | -------------- | ------------- | ------------ | ------------------------ | ---------------- |
| 203Tl   | 29.524%        | Bền           | Bền          | Bền                      | Bền              |
| 205Tl   | 70.476%        | Bền           | Bền          | Bền                      | Bền              |

### Chì(Z = 82)
| Đồng vị | Nguồn tự nhiên | Chu kỳ bán rã   | Kiểu phân rã | Năng lượng phân rã (MeV) | Sản phẩm phân rã |
| ------- | -------------- | --------------- | ------------ | ------------------------ | ---------------- |
| 204Pb   | 1.4%           | >1.4 x 1017 năm | α            | 2.186                    | 200Hg            |
| 206Pb   | 24.1%          | Bền             | Bền          | Bền                      | Bền              |
| 207Pb   | 22.1%          | Bền             | Bền          | Bền                      | Bền              |
| 208Pb   | 52.4%          | Bền             | Bền          | Bền                      | Bền              |

### Bismuth(Z = 83)
| Đồng vị | Nguồn tự nhiên | Chu kỳ bán rã  | Kiểu phân rã | Năng lượng phân rã (MeV) | Sản phẩm phân rã |
| ------- | -------------- | -------------- | ------------ | ------------------------ | ---------------- |
| 209Bi   | 100%           | 1.9 x 1019 năm | α            | 3.14                     | 205Tl            |

### Thori(Z = 90)
Ngoài đồng vị 232Th, Thori còn có đồng vị 230Th, 231Th, 234Th tồn tại trong tự nhiên ở dạng vết. Chúng đều là sản phẩm phân rã của urani.
| Đồng vị | Nguồn tự nhiên | Chu kỳ bán rã    | Kiểu phân rã | Năng lượng phân rã (MeV) | Sản phẩm phân rã |
| ------- | -------------- | ---------------- | ------------ | ------------------------ | ---------------- |
| 232Th   | 100%           | 1.405 x 1010 năm | α            | 4.083                    | 228Ra            |

### Urani(Z = 92)
| Đồng vị | Nguồn tự nhiên | Chu kỳ bán rã   | Kiểu phân rã | Năng lượng phân rã (MeV) | Sản phẩm phân rã |
| ------- | -------------- | --------------- | ------------ | ------------------------ | ---------------- |
| 234U    | 0.0054%        | 245500 năm      | α            | 4.859                    | 230Th            |
| 235U    | 0.7204%        | 703.8 triệu năm | α            | 4.679                    | 231Th            |
| 238U    | 99.2742%       | 4.468 tỷ năm    | α            | 4.859                    | 234Th            |

## Chỉ dẫn
1. ↑  Đó là các nguyên tố tecneti (Z=43), promethi (61), poloni (84), astatin (85), radon (86), franci (87), radi (88), actini (89), protactini (91), neptuni (93), plutoni (94), americi (95), curi (96), berkeli (97) và californi (98).